# Northrop Grumman MQ-8 Fire Scout
El Northrop Grumman MQ-8 Fire Scout es un helicóptero no tripulado autónomo desarrollado por Northrop Grumman para ser usado por las Fuerzas Armadas de los Estados Unidos. El Fire Scout está diseñado para proporcionar reconocimiento, conciencia de la situación, apoyo aéreo de fuegos y apoyo de designación precisa de blancos para fuerzas terrestres, aéreas y marítimas. La versión inicial RQ-8A estaba basada en el Schweizer 330, mientras que el mejorado MQ-8B estaba derivado del Schweizer 333. La variante mayor MQ-8C Fire Scout está basada en el Bell 407.

## Diseño y desarrollo

### RQ-8A
Como la Armada estadounidense estaba retirando de servicio sus RQ-2 Pioneer, comenzó a buscar un UAV de segunda generación. El requerimiento de la Armada especificaba una aeronave de despegue y aterrizaje vertical (VTOL), con una capacidad de carga útil de 90 kg, un alcance de 200 km, una permanencia en estación de tres horas a una altitud de 6100 m (20000 pies), y la capacidad de aterrizar en un buque con un viento de 46 km/h. El UAV debía volar 190 horas antes de realizar un mantenimiento planificado.
Hubo tres finalistas en la competición, que fue designada "VTOL-UAV" o "VTUAV". Bell, Sikorsky, y una colaboración de Teledyne Ryan y Schweizer Aircraft presentaron diseños. El UAV de Ryan-Schweizer fue seleccionado como ganador en la primavera de 2000. El RQ-8A Fire Scout, como fue llamado, era un derivado del helicóptero de turbina Schweizer 330SP de tres pasajeros, con un nuevo fuselaje, nuevo sistema de combustible, y electrónica y sensores de UAV.
El prototipo inicial del Fire Scout fue pilotado en las primeras pruebas, volando autónomamente por primera vez en enero de 2000. El motor de turbina Rolls-Royce 250-C20 funcionaba con combustible JP-8 y JP-5 (el último tiene un punto de inflamabilidad más alto y está considerado como seguro para su uso y almacenaje en buques).
El Fire Scout debía equiparse con una torreta de bola de sensores que lleva cámaras electro ópticas e infrarrojas, y un localizador láser. Debía controlarse mediante un enlace de datos derivado del UAV Northrop Grumman RQ-4 Global Hawk, operando por encima del alcance visual de una distancia de 280 km. El sistema de control debía ser equipado en un buque, o podía ser llevado en un vehículo ligero Humvee para el servicio en el Cuerpo de Marines estadounidense.

### MQ-8B

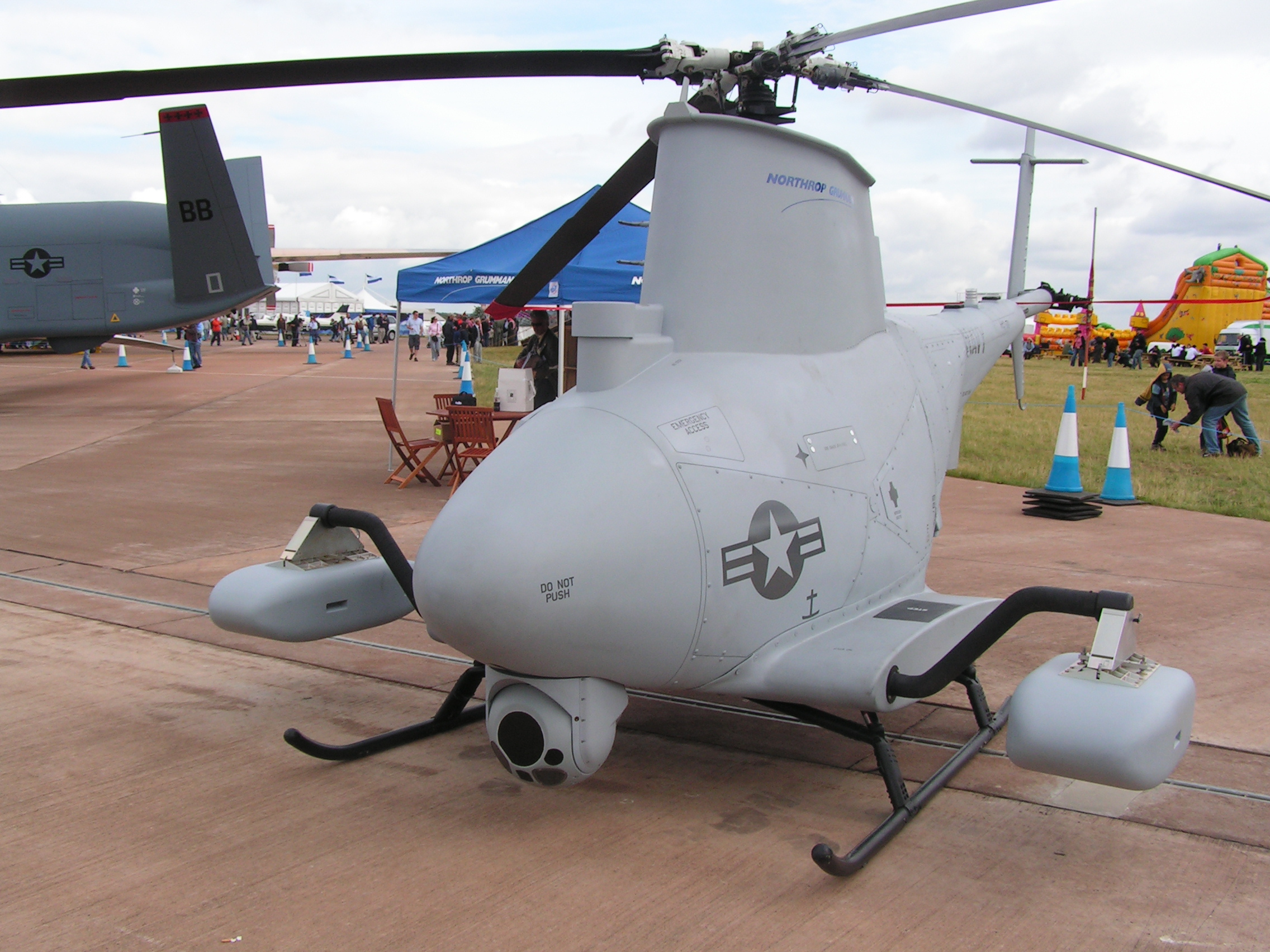
Un MQ-8B Fire Scout exhibido en el Royal International Air Tattoo, RAF Fairford, Gloucestershire, Reino Unido (julio de 2007).

Aunque el progreso del proyecto había sido considerado como satisfactorio, la Armada decidió que el Fire Scout no cumplía con sus necesidades después de todo, y suspendió la financiación de la producción en diciembre de 2001. Sin embargo, el programa de desarrollo continuó, y Northrop Grumman lanzó una serie de configuraciones mejoradas para cualquiera que estuviera interesado. Como se vio después, el Ejército estadounidense estaba interesado, concediendo un contrato por siete máquinas de evaluación mejoradas RQ-8B, a finales de 2003. En 2006, fue redesignado MQ-8B.
El MQ-8B presenta un rotor principal de cuatro palas, en contraste con el rotor tripala de mayor diámetro del RQ-8A, para reducir el ruido y mejorar la capacidad de sustentación y las prestaciones. El rotor de cuatro palas ya había sido evaluado en los prototipos del Fire Scout. Incrementa el peso cargado al despegue en 230 kg, hasta los 1430 kg, con cargas de pago de hasta 320 kg para misiones de corto alcance. La longitud del MQ-8B es de 7,3 m, el ancho es de 1,9 m, y la altura es de 2,96 m.
El MQ-8B está equipado con alas embrionarias que tienen tanto un propósito aerodinámico como también uno de emplazamiento para transporte de armas. Las armas a transportar incluyen misiles Hellfire, armas de planeo guiado por láser Viper Strike y, en particular, soportes para llevar el Sistema Avanzado de Armas de Precisión (Advanced Precision Kill Weapon System (APKWS)), un cohete de 70 mm de aletas plegables guiado por láser, que el Ejército ve como ideal para el moderno campo de batalla. El ejército también está interesado en usar el Fire Scout para llevar hasta 91 kg de suministros de emergencia a las tropas sobre el terreno.
El MQ-8B está siendo modificado para permitir el rápido intercambio de las configuraciones de las cargas de pago. La actual configuración de sensores de una torreta diurna/nocturna con localizador láser permanecerá como opción. Las cargas de pago alternativas en consideración incluyen un TSAR (Radar Táctico de Apertura Sintética) con capacidad Indicador de Objetivo Móvil (Moving Target Indicator (MTI)), un módulo SIGINT, el Sistema de Detección de Campos de Minas de Adquisición de Objetivos (Target Acquisition Minefield Detection System (ASTAMIDS)), y el Enlace de Datos Común Táctico (Tactical Common Data Link (TCDL)). El Ejército también quería que el Fire Scout operara como un elemento de una red integrada de sensores terrestres.
En abril de 2006, se inició la producción de las células de pruebas de vuelo en la planta de producción de Unmanned Systems de Northrop Grumman en Moss Point, Misisipi. El primer vuelo del MQ-8B se realizó el 18 de diciembre de 2006 en la Estación aeronaval del Río Patuxent. El interés del Ejército revivió el interés de la Armada en el programa, ordenando esta última ocho derivados Sea Scout MQ-8B para evaluación. En enero de 2010, el Ejército finalizó su participación en el Fire Scout, afirmando que el UAV RQ-7 Shadow podía cubrir sus necesidades. En 2009, la Armada aprobó una producción inicial a baja escala.
El MQ-8B complementa a los destacamentos de aviones tripulados a bordo de los buques con Capacidad Aérea y es desplegado ya sea con un destacamento de SH-60B HSL/HSM o con uno de MH-60S HSC. Con la planeada adición de radar, AIS, y armas, el MQ-8B tendrá muchas capacidades de los tripulados SH-60B. Dará a los destacamentos aéreos mayor flexibilidad para cumplir las exigencias de misión, y liberará aviones tripulados.
El 23 de septiembre de 2011, el Mando Naval de Sistemas Aéreos concedió a Northrop Grumman un contrato de 17 millones de dólares para equipar al MQ-8B con el cohete de 70 mm guiado por láser Sistema Avanzado de Armas de Precisión. En agosto de 2013, el MQ-8B había completado 11 de 12 lanzamientos de APWKS, siendo las pruebas completadas "en breve". En febrero de 2016, el APKWS había sido instalado en el MQ-8B.
El 30 de diciembre de 2012, la Armada emitió una orden urgente para instalar radares de vigilancia marítima RDR-1700 en nueve MQ-8B. El RDR-1700 radar de apertura sintética en banda X albergado en un radomo modificado, montado en la parte inferior del helicóptero para tener una cobertura de 360°, interconectado con el UAV y su estación de control. El alcance efectivo es de 25 km, con un alcance máximo de 80 km. El RDR-1700 puede detectar a través de nubes y de tormentas de arena, y puede realizar mapeo del terreno o detección meteorológica, y seguir 20 objetivos aéreos o terrestres, según la distancia, orientación y velocidad del mismo. En enero de 2013, la Armada concedió un contrato de 33 millones de dólares a Telephonics por el radar RDR-1700B+, designado AN/ZPY-4(V)1. El radar proporciona una amplia zona de búsqueda más allá del horizonte y una capacidad de seguimiento de hasta 200 objetivos, y opera en búsqueda en superficie, mapeo del terreno, detección de balizas de emergencia, y modos de evitación de inclemencias atmosféricas, complementando la carga útil electro óptica/infrarroja del FLIR Systems Brite Star II. Fue probado por primera vez en un MQ-8B el 7 de mayo de 2014.
En 2017, el MQ-8B recibirá un sensor de detección de minas para su uso en aguas litorales, llamado Reconocimiento y Análisis Costero del Campo de Batalla (Coastal Battlefield Reconnaissance and Analysis (COBRA)). El COBRA está diseñado para detectar minas navales a una distancia segura de un Buque de Combate Litoral operando en aguas costeras, y también tiene la capacidad de localizar submarinos mediante detección acústica si están en o cerca de la superficie. El COBRA ocupa el lugar del sensor EO/IR usual del Fire Scout.

## Variantes

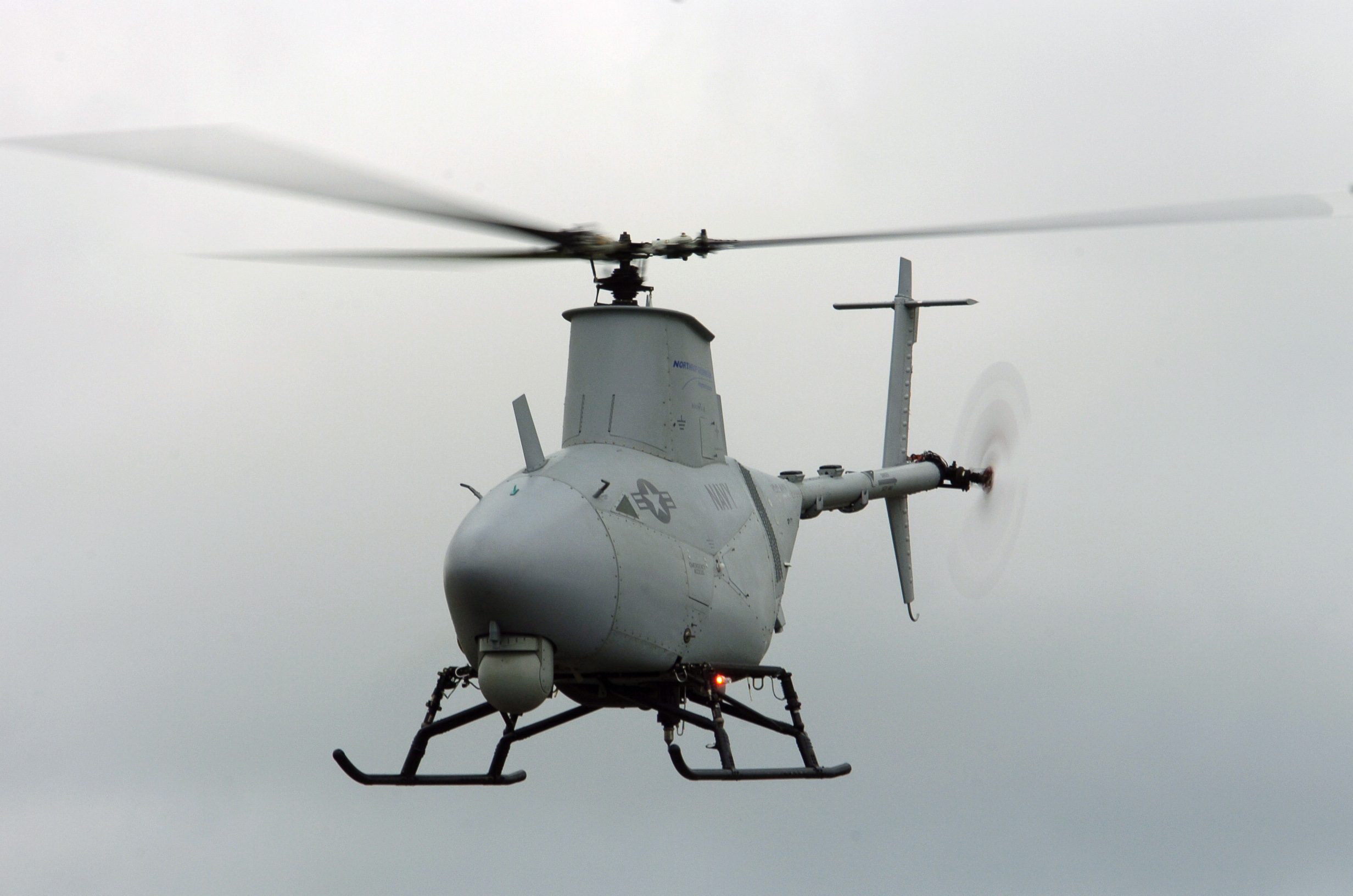
Un RQ-8A Fire Scout despega del Webster Field Annex de la NAS Patuxent River en 2005.

RQ-8A
Versión inicial de helicóptero UAV, basada en el Schweizer 330.
RQ-8B
Versión mejorada del RQ-8A, basada en el Schweizer 333.
MQ-8B
Redesignación del RQ-8B. Versión de 8 horas de autonomía con carga de 77,11 kg.
MQ-8C Fire-X/Fire Scout
Variante mejorada que usa aviónica del MQ-8B con el fuselaje mayor del Bell 407.

## Operadores
Estados Unidos
- Armada de los Estados Unidos: 28 MQ-8B en servicio,[16] 168 planeados inicialmente,[17] reducidos a 96 modelos B y C.[18]

## Historia operacional

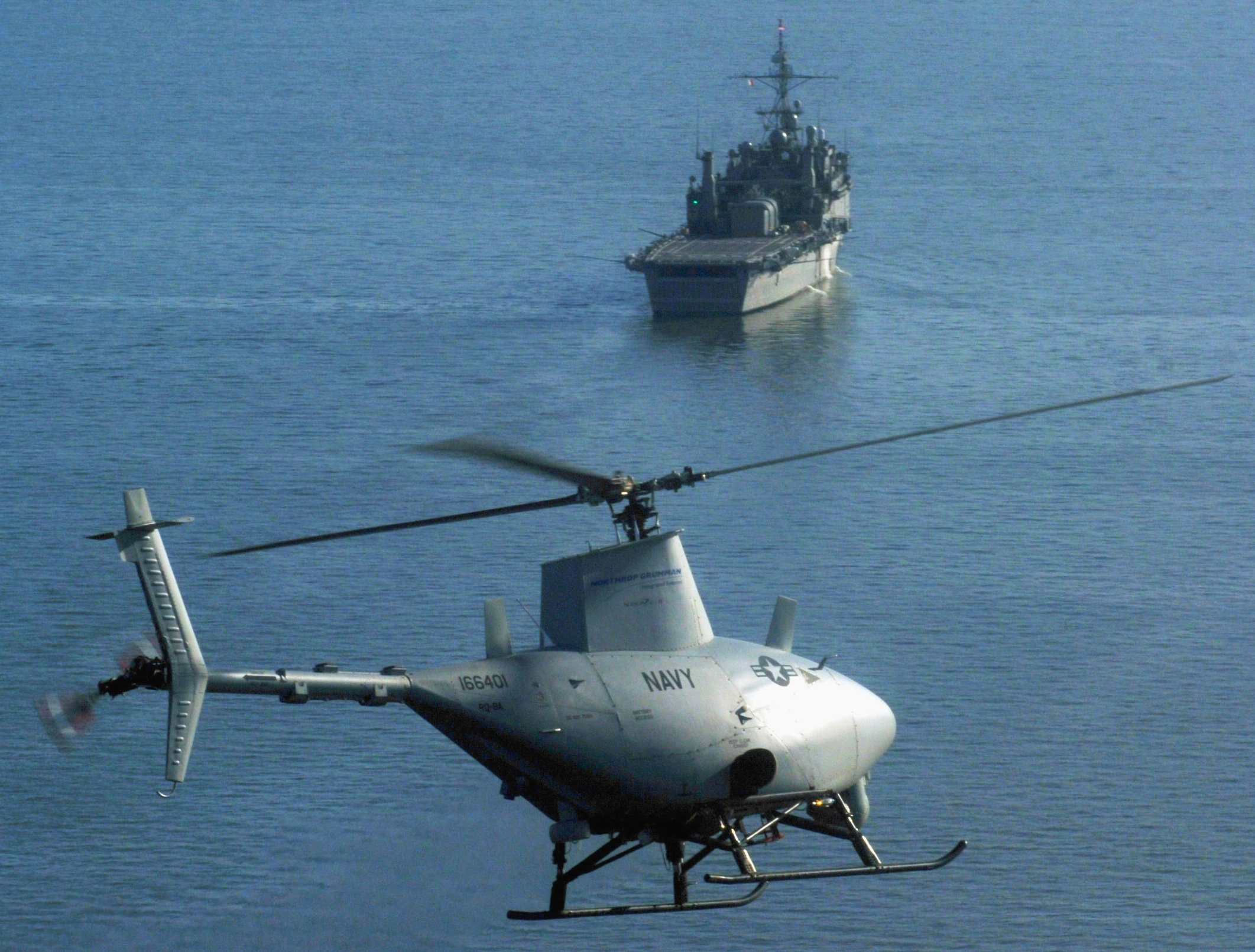
Un RQ-8A se prepara para el primer aterrizaje autónomo a bordo del USS Nashville (LPD-13), durante pruebas de mar, 2013.

En enero de 2006, un RQ-8A Fire Scout aterrizó a bordo del buque de transporte anfibio Nashville mientras avanzaba por la costa de Maryland, cerca del río Patuxent. Esto marcó la primera vez que un helicóptero no tripulado había aterrizado autónomamente a bordo de un buque en movimiento de la Armada estadounidense, sin un piloto controlando la aeronave. El Nashville estaba maniobrando a velocidades de 27 km/h durante la realización de las pruebas.
Se van a desplegar un total de 24 MQ-8B en los Buques de Combate Litoral de 2014 en adelante. El Fire Scout contribuye significativamente en las tareas de la misión principal del LCS de guerra antisubmarina, guerra de superficie y guerra de minas. La naturaleza modular del buque es complementada por las propias cargas modulares de pago de misión del Fire Scout. Debido a cambios en el calendario de desarrollo del LCS, la Armada desarrolló la Evaluación Operacional (Operational Evaluation, OpEval) del Fire Scout a bordo de la fragata McInerney. El 10 de diciembre de 2008, el Fire Scout embarcó por primera vez en el McInerney, mientras se realizaban en puerto las verificaciones de ajustes operacionales y las pruebas de integración con el buque. La Armada realizó la Evaluación Técnica del Fire Scout en el McInerney a finales de 2008 y la Evaluación Operacional a mitad de 2009. El Fire Scout alcanzaría la capacidad operativa inicial poco después de la evaluación.
Las pruebas de vuelo del Fire Scout tuvieron lugar en mayo de 2009; estas pruebas fueron en las áreas de movimiento de la cubierta del buque y expansión de la envolvente de viento y aterrizajes, incluyendo el uso del sistema de red y arpón. Durante cinco días de pruebas, el equipo buque/aeronave registró 19 horas de vuelo en 12 vuelos, que incluyeron 54 aterrizajes, 37 de los cuales fueron en la red estándar de la OTAN. En septiembre de 2009, la Armada anunció el primer destacamento del MQ-8B a bordo del McInerney. El 3 de abril de 2010, un MQ-8 del McInerney detectó una lancha motora y un buque de apoyo involucrados en el contrabando de cocaína en el Pacífico oriental, permitiendo al buque confiscar 60 kg de cocaína y detener a múltiples sospechosos.
El 2 de agosto de 2010, un MQ-8 no respondió a los mandos durante unas pruebas y entró en espacio aéreo restringido cerca de Washington, D. C..

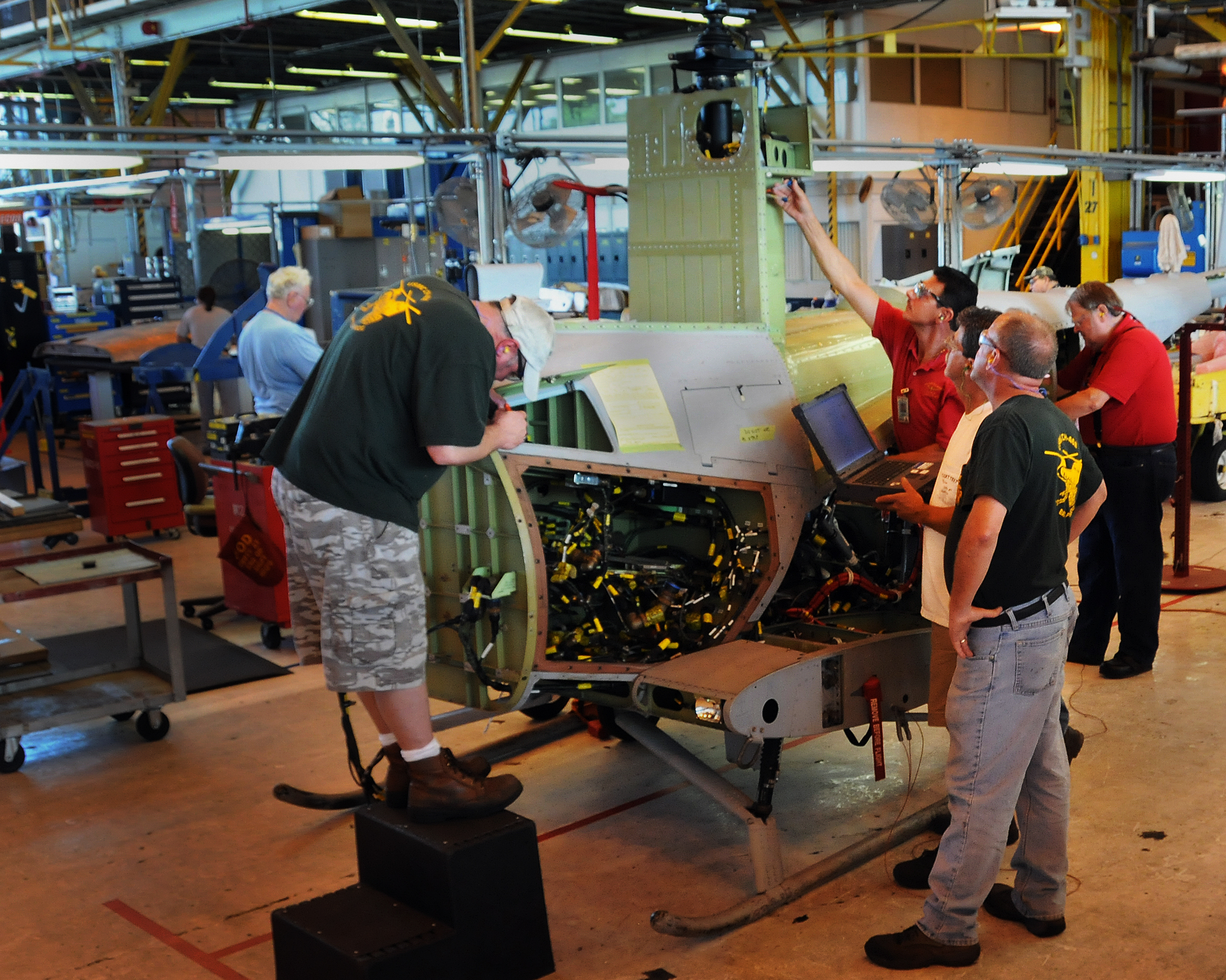
Un MQ-8B en mantenimiento por técnicos civiles en el Marine Corps Air Station Cherry Point, 2010.

En mayo de 2011, tres MQ-8 fueron desplegados en el norte de Afganistán con propósitos de inteligencia, vigilancia, y reconocimiento (ISR). Durante la intervención militar en Libia de 2011, varios Fire Scout fueron operados a bordo del Halyburton por el HSL-42 Squadron como parte de la Operación Protector Unificado. El 21 de junio de 2011, un MQ-8 del Halyburton fue derribado por fuerzas pro Gadafi durante una misión de reconocimiento.
La Armada estadounidense inmovilizó brevemente en tierra los MQ-8B después de producirse dos accidentes en una semana. En el primer accidente, se informó que un Fire Scout se estrelló en la costa de África el 30 de marzo después de que fuera incapaz de aterrizar en la fragata Simpson, tras una misión de vigilancia. El 6 de abril de 2012, otro Fire Scout se estrelló en Afganistán. Una investigación de dicho accidente determinó que la causa fue un fallo en el sistema de navegación. La causa del accidente cerca del Simpson permaneció menos clara, y se pusieron en marcha procedimientos más estrictos para evitar que aviones con fallos realizaran misiones. El   voló de nuevo sobre Afganistán en mayo, y volvió a realizar operaciones ISR "anti piratería" con base en tierra en agosto.
El 1 de diciembre de 2012, el Klakring regresó de un destacamento de cinco meses apoyando operaciones antipiratería del Mando África estadounidense. El cuarto destacamento de Fire Scout de la Armada registró más de 500 horas de vuelo y regularmente mantuvo días de 12 horas en estación, alternándose para proporcionar apoyo continuo. Un Fire Scout estableció un récord de un solo día, proporcionando cobertura ISR durante un periodo de 24 horas en septiembre de 2012 en el transcurso de 10 vuelos. El 31 de marzo de 2013, un MQ-8B desplegado en el Robert G. Bradley, completó su hora de vuelo número 600, durante el quinto despliegue en tierra del Fire Scout. Fue la primera vez que un Escuadrón de Combate Marítimo de Helicópteros (Helicopter Sea Combat Squadron (HSC-22)) desplegó con un Fire Scout; los anteriores despliegues fueron realizados por la comunidad Ataque Marítimo de Helicópteros (Helicopter Maritime Strike). Entre 2006 y 2013, el Fire Scout voló más de 8000 horas, más de la mitad en operaciones reales. En junio de 2013, el Helicopter Strike Maritime Squadron (HSM) 46, Det. 9 superó el récord de vuelo mensual del MQ-8B en el mar, a borde del Samuel B. Roberts, volando 333 horas durante el sexto despliegue del helicóptero.
En agosto de 2013, el MQ-8B superó las 5000 horas de vuelo en Afganistán. En 28 meses, los Fire Scout habían acumulado 5084 horas proporcionando vigilancia crítica a los Estados Unidos y sus aliados. Combinado con los despliegues de pruebas y seis marítimos, el helicóptero tiene más de 10000 horas de vuelo apoyando fuerzas navales y terrestres. A finales de 2013, los Fire Scout finalizaron su misión de despliegue en Afganistán y fueron enviados de vuelta a los Estados Unidos. El MQ-8B aún será desplegado en fragatas navales, y será integrado en los Buques de Combate Litorales. La Armada también ordenó el radar Telephonics AN/ZPY-4 para aumentar las capacidades de vigilancia. Doce radares, incluyendo tres de repuesto, serían entregados en diciembre de 2014. La Armada comprará un total de 96 MQ-8B/C Fire Scout.
Del 25 de abril al 16 de mayo de 2014, el USS Freedom (LCS-1) dirigió el concepto futuro de operaciones (CONOPS) para helicópteros tripulados y no tripulados a bordo de buques de combate litorales. Las operaciones tenían MH-60R tripulados trabajando junto a MQ-8B no tripulados. La demostración incluía un MH-60R y un MQ-8B con el paquete de misión de guerra en superficie (SUW) instalado, destinado a proporcionar protección de la flota contra pequeñas embarcaciones y amenazas asimétricas. Las pruebas debían demostrar las capacidades de los helicópteros tripulados y no tripulados antes de su despliegue inicial conjunto, que se hizo a la mar el 14 de noviembre de 2014.
El 5 de diciembre de 2014, un MQ-8B de la Armada despegó con éxito de un patrullero de la Guardia Costera de los Estados Unidos, el USCGC Bertholf (WMSL-750), por primera vez. El Fire Scout fue controlado desde una estación de control situada en el Bertholf. La Guardia Costera tiene la intención de usar los resultados de la demostración para decidir si adquiere un UAS para mejorar las capacidades de vigilancia marítima continuada al tiempo que reduce los costes operacionales.
El 16 de octubre de 2016, el USS Coronado (LCS-4) se desplegó en Singapur con dos MQ-8B Fire Scout, que por primera vez tenían el radar Telephonics AN/ZPY-4(V)1, dándoles amplia zona de búsqueda más allá del horizonte y la capacidad de seguir a hasta 200 objetivos con búsqueda en superficie, mapeo del terreno, detección de balizas de emergencia, y modos de evitación de inclemencias atmosféricas.

## Especificaciones (MQ-8B)

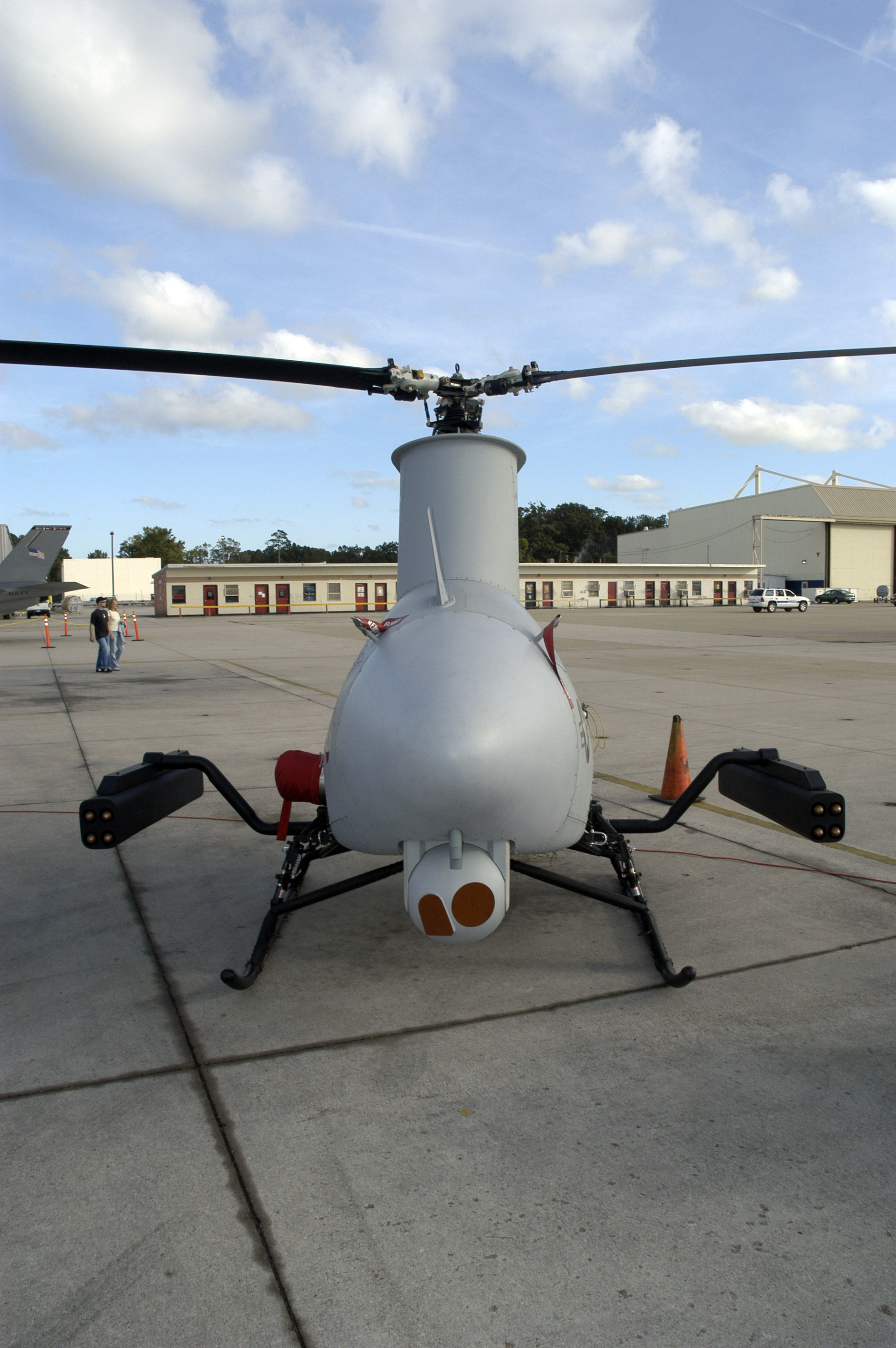
MQ-8 en exhibición estática mostrando los contenedores de cohetes Advanced Precision Kill Weapon System. Naval Air Station Oceana, 2004.

Referencia datos: Northrop Grumman, NAVAIR

### Características generales
- Tripulación: 0 (UAV)
- Carga: 272 kg
- Longitud: 7,3 m
- Diámetro rotor principal: 8,4 m
- Altura: 2,9 m
- Peso vacío: 940,3 kg
- Peso máximo al despegue: 1430 kg
- Planta motriz: 1× turboeje Rolls-Royce 250.
  - Potencia: 313 kW (420 hp)

### Rendimiento
- Velocidad nunca excedida (Vne): >213 km/h
- Velocidad crucero (Vc): 200 km/h
- Alcance: 8 horas (típico), 5 horas (totalmente cargado)[44]
- Alcance en combate: 203,7 km con 5 h en estación
- Techo de vuelo: 6100 m (20000 pies)

### Desarrollos relacionados
- Northrop Grumman MQ-8C Fire Scout
- Schweizer 330 y 333
- Schweizer S-434

### Aeronaves similares
- Bell Eagle Eye
- Boeing A160 Hummingbird

### Secuencias de designación
- Secuencia _Q-_ (Vehículos aéreos no tripulados estadounidenses, 1962-presente): ← Q-5 - Q-6 - Q-7 - Q-8/C - Q-9 - Q-10 - Q-11 →

### Listas relacionadas
- Anexo:Aeronaves de la Fuerza Aérea de los Estados Unidos (históricas y actuales)